# Década Internacional de Afrodescendentes
A Década Internacional de Afrodescendentes (DIA) é uma efeméride estabelecida pela Organização das Nações Unidas (ONU) por duas ocasiões. Pela primeira vez, o período 2015-2024 foi assim designado pela Assembleia Geral da ONU na Resolução 68/237, adotada em 23 de dezembro de 2013, cujo tema definido foi "pessoas afrodescendentes: reconhecimento, justiça e desenvolvimento”. Pela segunda ocasião, o período 2025-2034 foi assim designado por declaração (A/79/L.25) das Nações Unidas de 17 de dezembro de 2024, cujo propósito foi "uma oportunidade para tomar medidas concretas para enfrentar os legados da escravatura e do colonialismo, aplicar justiça reparadora e garantir todos os direitos humanos e liberdades dos afrodescendentes em todo o mundo".
Os objetivos declarados para a primeira Década Internacional de Afrodescendentes estão vinculados com: a aplicação da Declaração Universal dos Direitos Humanos às pessoas afrodescendentes; o reconhecimento do patrimônio e contribuições das pessoas afrodescendentes para o desenvolvimento das sociedades; e a execução da Declaração e Programa de Ação de Durban e da Convenção Internacional sobre a Eliminação de Todas as Formas de Discriminação Racial em seus quadros jurídicos nacionais, regionais e internacionais.

## História
As sementes da Década Internacional dos Afrodescendentes foram lançadas em 2001 com a terceira Conferência Mundial contra o Racismo, que levou à adoção da Declaração e do Programa de Ação de Durban. A Declaração de Durban, além de declarar que o povo da África foi vítima da escravidão e continua sofrendo dos resultados, pediu que os Estados adotassem medidas específicas para ajudar a combater o racismo e a xenofobia e proteger suas vítimas.
Em Salvador, a Cúpula Ibero-americana de Alto Nível em Comemoração ao Ano Internacional dos Afrodescendentes aprovou o documento intitulado Declaração de Salvador, por meio do qual foi estabelecida a Década dos Afrodescendentes na América Latina e no Caribe, iniciada ainda em 2011 e para implementação pelos países-membros da Conferência Ibero-americana.

Durante o Ano Internacional dos Afrodescendentes (2011), dez anos depois da Conferência, a ONU pediu que esses esforços se intensificassem. Dois anos depois, em 23 de dezembro de 2013, a Assembleia Geral da ONU adotou a Resolução 68/237, por meio da qual decidiu lançar a Década Internacional dos Afrodescendentes, contada a partir de 1.º de janeiro de 2015. No seu lançamento, a então Alta Comissária Adjunta das Nações Unidas para os Direitos Humanos, Flavia Pansieri, afirmou: 
O caminho para um mundo livre de racismo, preconceito e estigma é difícil. Combater a discriminação racial é um esforço de longo prazo. Requer comprometimento e persistência. Pessoas de ascendência africana precisam de incentivo e apoio. Os Estados-Membros têm a obrigação moral e legal de fornecer apoio político e financeiro sustentado para tornar a Década eficaz e continuar o nosso caminho em direção a sociedades igualitárias e justas.
Em dezembro de 2014 foi aprovado o programa de atividades da Década estruturado nos eixos de reconhecimento, justiça e desenvolvimento. As atividades abrangeram ações a serem perseguidas pelos Estados, reforçando o arcabouço da Declaração e Programa de Ação de Durban e da Convenção Internacional sobre a Eliminação de Todas as Formas de Discriminação Racial, como também atividades de suporte e disseminação pelas organizações de alcance regional e mundial e pela comunidade internacional.
Desde 2021, as Nações Unidas declararam 31 de agosto como o Dia Internacional dos Afrodescendentes. O objetivo deles é destacar as contribuições extraordinárias de pessoas da diáspora africana ao redor do mundo e eliminar todas as formas de discriminação contra pessoas de ascendência africana.
Em agosto de 2023, a página oficial da Nações Unidas noticiou a propugnação de uma segunda década por um grupo de 12 especialistas independentes pertencentes ao Escritório do Alto-comissário das Nações Unidas para os Direitos Humanos (ACNUDH) em função da necessidade de continuar e aprofundar os trabalhos empreendidos durante a primeira década. Essa ideia se repetiu no discurso de encerramento da primeira década pelo Alto Comissário para os Direitos Humanos Volker Türk, que reconheceu, em novembro de 2024, a insuficiência dos avanços obtidos para o desfrute de direitos humanos e liberdades fundamentais pelas pessoas afrodescendentes ante o legado secular de escravidão e colonialismo. Na primeira década, houve mudanças legislativas em mais de 30 países para o enfrentamento da discriminação racial, iniciativas da ONU para a capacitação de lideranças e para a celebração cultural, além da exemplo da criação do Fórum Permanente de Afrodescendentes em 2021.
Seguindo a linha da mensagem de Türk, Antígua e Barbuda, Bahamas, Bolívia, Brasil, Burundi, Colômbia, Costa Rica, Estados Unidos, Jamaica e Santa Lúcia propuseram conjuntamente a Segunda Década Internacional para Afrodescendentes com início em 1.º de janeiro de 2025 à Assembleia Geral das Nações Unidas, a qual promulgou a proposição com a declaração A/79/L.25 em 17 de dezembro de 2024.
Após a proclamação da segunda década, a então presidente da Comunidade do Caribe (CARICOM) e primeira-ministra de Barbados, Mia Mottley, declarou: "A conquista reflete a defesa incansável de nossa região e os avanços feitos durante a primeira década, incluindo o reconhecimento global do nosso plano de dez pontos para justiça reparadora e o estabelecimento do Fórum Permanente das Nações Unidas para Pessoas de Ascendência Africana. […] Devemos continuar a pressionar a comunidade internacional por uma conversa madura e presencial em todos os níveis, para que possamos vê-los reparar os danos da exploração por meio das instituições imorais da escravidão e do colonialismo que nosso povo sofreu." Hilary Beckles, Presidente da Comissão de Reparações da CARICOM (CRC), disse: "Acolho com satisfação a observância pelas Nações Unidas de uma Segunda Década Internacional para Pessoas de Ascendência Africana para uma atenção contínua e focada no progresso dos povos negros. Este é um grande resultado resultante do ativismo concertado da sociedade civil e dos governos nas Américas e em África."

## Atividade por país

### Brasil
Em Salvador, está instalado no canteiro central da avenida Anita Garibaldi um monumento em referência à Década Internacional e sua estrutura simbólica homenageia negros e afrodescendentes com uma mescla das imagens de um baobá e mapas do Brasil e da África.
O governo estadual da Bahia aderiu ao programa de atividades de Primeira Década e estabeleceu a Década Estadual Afrodescendente, por meio do Decreto n. 16.320 de 21 de setembro de 2015.

### Canadá
Em 30 de janeiro de 2018, o Primeiro-Ministro do Canadá, Justin Trudeau, anunciou que o Governo do Canadá reconheceria oficialmente a Década Internacional dos Afrodescendentes. Ele parece ter sido o primeiro funcionário do governo na América do Norte a anunciar formalmente que seu governo apoiaria essa iniciativa.
Em 2018, o governo do Canadá "comprometeu nove milhões de dólares ao longo de três anos para o Departamento do Patrimônio Canadense para melhorar o apoio comunitário local aos jovens negros canadenses e 10 milhões de dólares ao longo de cinco anos para a Agência de Saúde Pública do Canadá para desenvolver investigação em apoio a programas de saúde mental mais centrados na cultura nas comunidades negras canadenses, num total de 19 milhões de dólares". Em 2019, o governo canadense prometeu fornecer "25 milhões de dólares adicionais ao longo de cinco anos ao emprego e desenvolvimento de competências do Canadá para projetos e assistência de capital para celebrar, partilhar conhecimento e desenvolver capacidades nas comunidades negras canadenses". O governo canadense parece ser o primeiro governo ocidental a investir vários milhões de dólares para melhorar a vida de indivíduos de ascendência africana localmente.
Em 2018, o Banco do Canadá lançou uma nova nota de dez dólares canadenses que apresentava "um retrato de Viola Desmond, uma empresária negra da Nova Escócia que desafiou a segregação racial em um cinema em Nova Glásgua, Nova Escócia, em 1946". De acordo com o sítio eletrônico do Banco do Canadá, o caso judicial de Viola Desmond "foi uma inspiração para a busca da igualdade racial em todo o Canadá. A história de Viola faz parte da coleção permanente do Museu Canadense de Direitos Humanos". O “ato de desafio de Viola aconteceu nove anos antes de Rosa Parks se recusar a ceder seu assento em um ônibus do Alabama”.
No final de janeiro de 2020, a empresa de correio do Canadá lançou um selo para comemorar a Liga de Cor de Hóquei, que foi criada 22 anos antes da Liga Nacional de Hóquei (NHL, na sigla em inglês). "O selo apresenta imagens de jogadores da Liga de Cor de Hóquei, que operou de 1895 a 1930, e lista os nomes cativantes de alguns dos times — Jubilees, Stanleys, Eurekas, Sea-Sides, Rangers, Royals e Moss Backs... muitos dos quais eram filhos e netos de escravos estadunidenses fugitivos que buscavam a liberdade no Canadá."

### Costa Rica
Em 24 de janeiro de 2020, o Governo da República da Costa Rica, em conjunto com a Organização das Nações Unidas para a Educação, a Ciência e a Cultura (UNESCO), sediou a celebração da primeira edição do Dia Mundial da Cultura Africana e Afrodescendente, efeméride designada pela sessão 40 da Conferência Geral da UNESCO realizada em 2019. Já ao final de 2020, o governo costa-riquenho promoveu e obteve a aprovação do Dia Internacional de Pessoas Afrodescendentes pela Assembleia Geral das Nações Unidas e, por isso, também sediou a primeira celebração da efeméride em 2021 com uma programação que se estendeu de 31 de agosto a 4 de setembro de 2021 pelas cidades de São José e em Cahuita.

### Estados Unidos

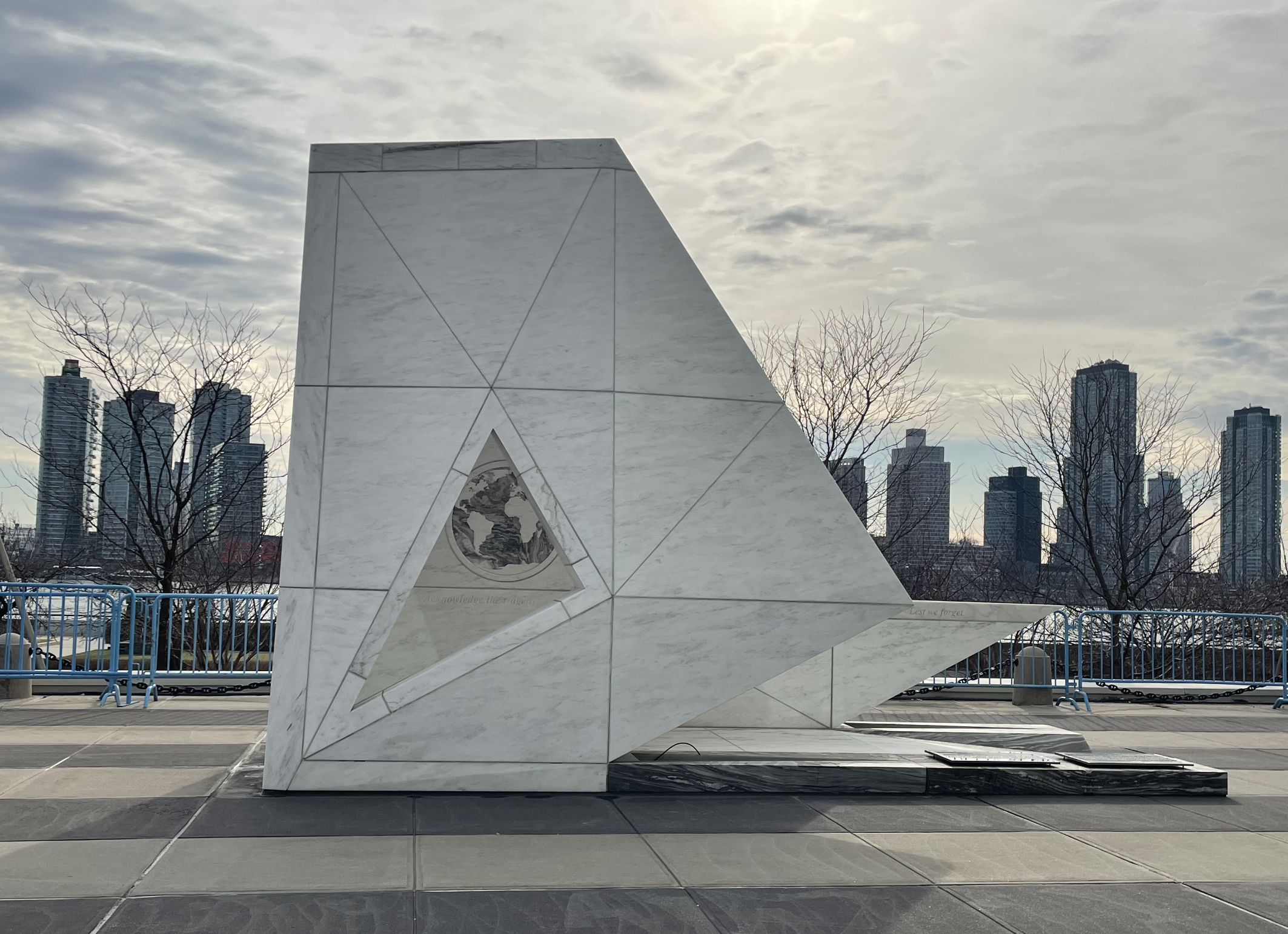
A Arca do Retorno, o monumento em homenagem às vítimas da escravidão e do tráfico transatlântico de escravos, localizado na sede das Nações Unidas, em Nova Iorque, e projetado por Rodney Leon.

Em 2015, a ONU marcou o início da Década Internacional dos Afrodescendentes nos Estados Unidos ao inaugurar o memorial A Arca do Retorno em 25 de março, Dia Internacional em Memória das Vítimas da Escravidão e do Tráfico Transatlântico de Escravos, na Sede da ONU na cidade de Nova Iorque. O arquiteto do memorial é o haitiano-estadunidense Rodney Leon, que também projetou o Monumento Nacional do Cemitério Africano.
Pela primeira vez em dezembro de 2019, cinco mulheres de ascendência africana — Toni-Ann Singh (Miss Mundo), Zozibini Tunzi (Miss Universo), Cheslie Kryst (Miss EUA), Kaliegh Garris (Miss Teen EUA) e Nia Franklin (Miss América) — conquistaram cinco dos principais títulos de concursos de beleza femininos do mundo ao mesmo tempo. Notavelmente, a sul-africana Zozibini Tunzi "foi a primeira mulher negra de pele escura a usar a coroa com cabelo curto, natural e não processado".

### Gana
Em setembro de 2018, o presidente Nana Akufo-Addo lançou o "Ano do Retorno, Gana 2019". A intenção desta iniciativa era encorajar indivíduos de ascendência africana a irem para Gana para se estabelecerem e investirem no país e no continente em geral. Várias pessoas importantes, incluindo, mas não se limitando a Idris Elba, Boris Kodjoe, Naomi Campbell, Steve Harvey, Cardi B, TI, Ludacris, Akon, Rosario Dawson, Diggy Simmons, Jidenna e Nicole Ari Parker, visitaram Gana durante o primeiro Essence Full Circle Festival em Gana em 2019. A iniciativa pareceu aumentar o turismo, uma vez que o Gana emitiu 800 mil vistos em 2019 para visitantes principalmente das Américas, Europa e outros países africanos.

### Jamaica
Em 2017, os maroons accompong lançaram a Iniciativa Porta do Retorno em cooperação com Gana e Nigéria, para a qual a Nigéria inaugurou o primeiro monumento simbólico durante o seu Festival da Diáspora em Badagry. A iniciativa envolve a construção de uma série de monumentos em toda a África para simbolizar a abertura de África à diáspora e pretende atrair novos investimentos para o continente nas áreas do turismo e do desenvolvimento de infraestruturas sustentáveis.
Em 2019, a celebração da Década Internacional dos Afrodescendentes na Jamaica foi lançada pelo primeiro-ministro Andrew Holness em Kingston, Jamaica.

### México
Em 2015, a pesquisa populacional do México relatou que 1,38 milhões de mexicanos se identificaram como tendo ascendência africana, o que representa cerca de 1,2% da população do país. Embora isso não faça parte das atividades e políticas mexicanas relacionadas à Década Internacional, é importante notar porque pela primeira vez os afro-mexicanos tiveram a opção de se identificar em uma pesquisa populacional.

### Países Baixos

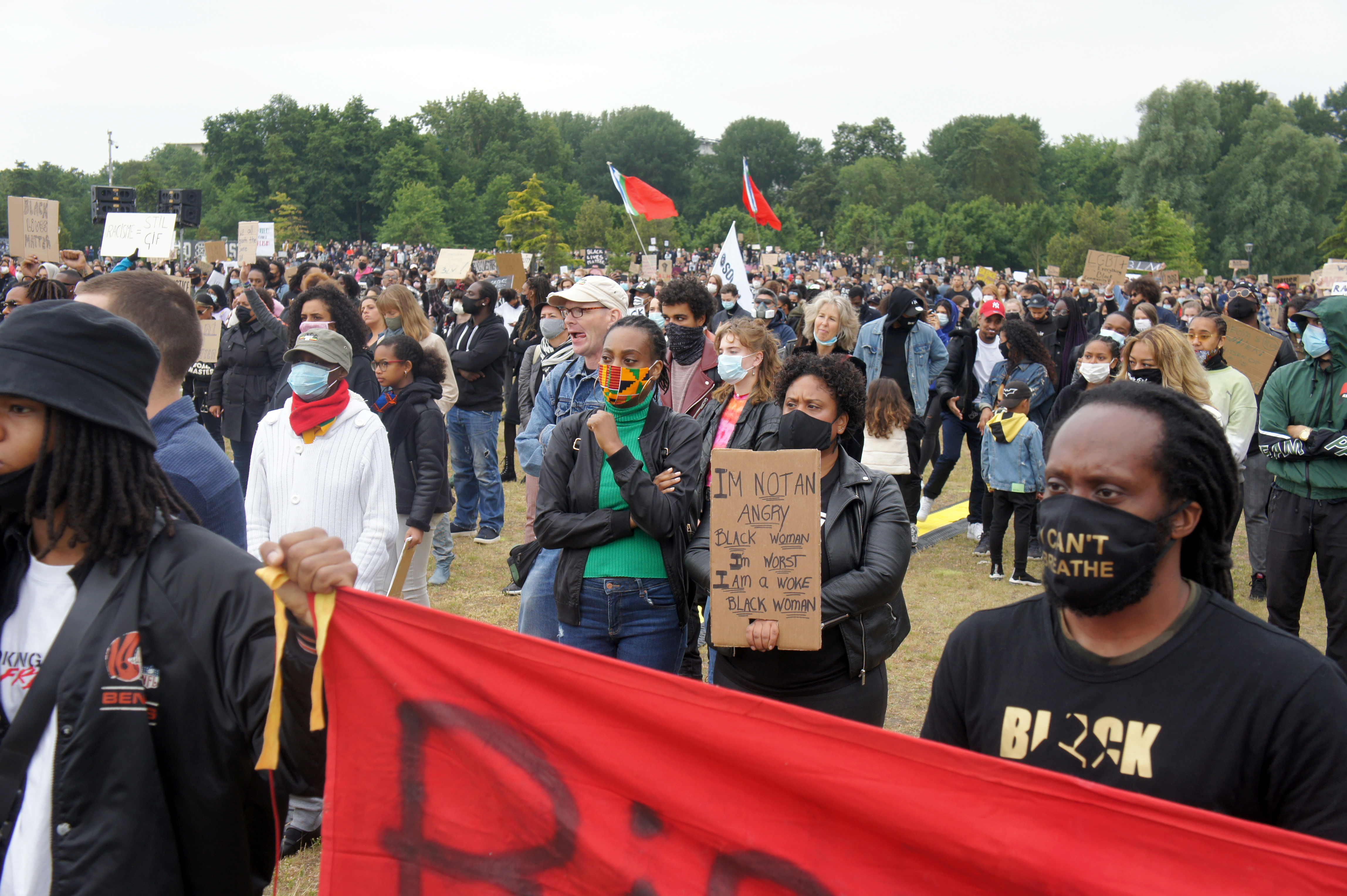
Manifestação do movimento Black Lives Matter em Amsterdã em 10 de junho de 2020

A interpretação holandesa da Década tem sido usada para fortalecer a abordagem ao racismo nos Países Baixos. Isso estava em consonância com o plano de ação nacional interdepartamental antidiscriminação lançado em 2015 pelo Ministério de Assuntos Sociais e Emprego (SZW, na sigla em holandês). Entretanto, os Países Baixos não produziram um plano de ação nacional conforme prescrito pela ONU e a Década Internacional, então, não recebeu muita publicidade. O documento interdepartamental foi elaborado sobre uma estrutura de 12 pontos e foram disponibilizados fundos orçamentários pelo Ministério através do Fundo Social da Década das Nações Unidas via Fundo Laranja e do Fundo Cultural da Década das Nações Unidas via Fundo Cultural Príncipe Bernhard. Em 2016, foi lançada uma competição chamada Prêmio de Inovação da Década.
Em 30 de agosto de 2022, o Programa Nacional contra a Discriminação e o Racismo foi lançado por Rabin S. Baldewsingh, o Coordenador Nacional contra a Discriminação e o Racismo. Este programa foi, em parte, um resultado das manifestações do Black Lives Matter em 2020 e foi iniciado por vários ministérios. Diferentemente do Programa da Década Internacional de Afrodescendentes, esse Programa Nacional tem um foco amplo e, além de combater o racismo antinegro, também inclui o combate ao sexismo, à xenofobia, à homofobia, à transfobia, ao capacitismo, ao antissemitismo, à islamofobia e a todas as outras formas de exclusão.